# Arquidiócesis de Marsella
La arquidiócesis de Marsella (en latín: Archidioecesis Massiliensis y en francés: Archidiocèse de Marseille) es una circunscripción eclesiástica de la Iglesia católica en Francia. Se trata de una arquidiócesis latina, sede metropolitana de la provincia eclesiástica de Marsella. Desde el 8 de agosto de 2019 su arzobispo es el cardenal Jean-Marc Aveline.

## Territorio y organización

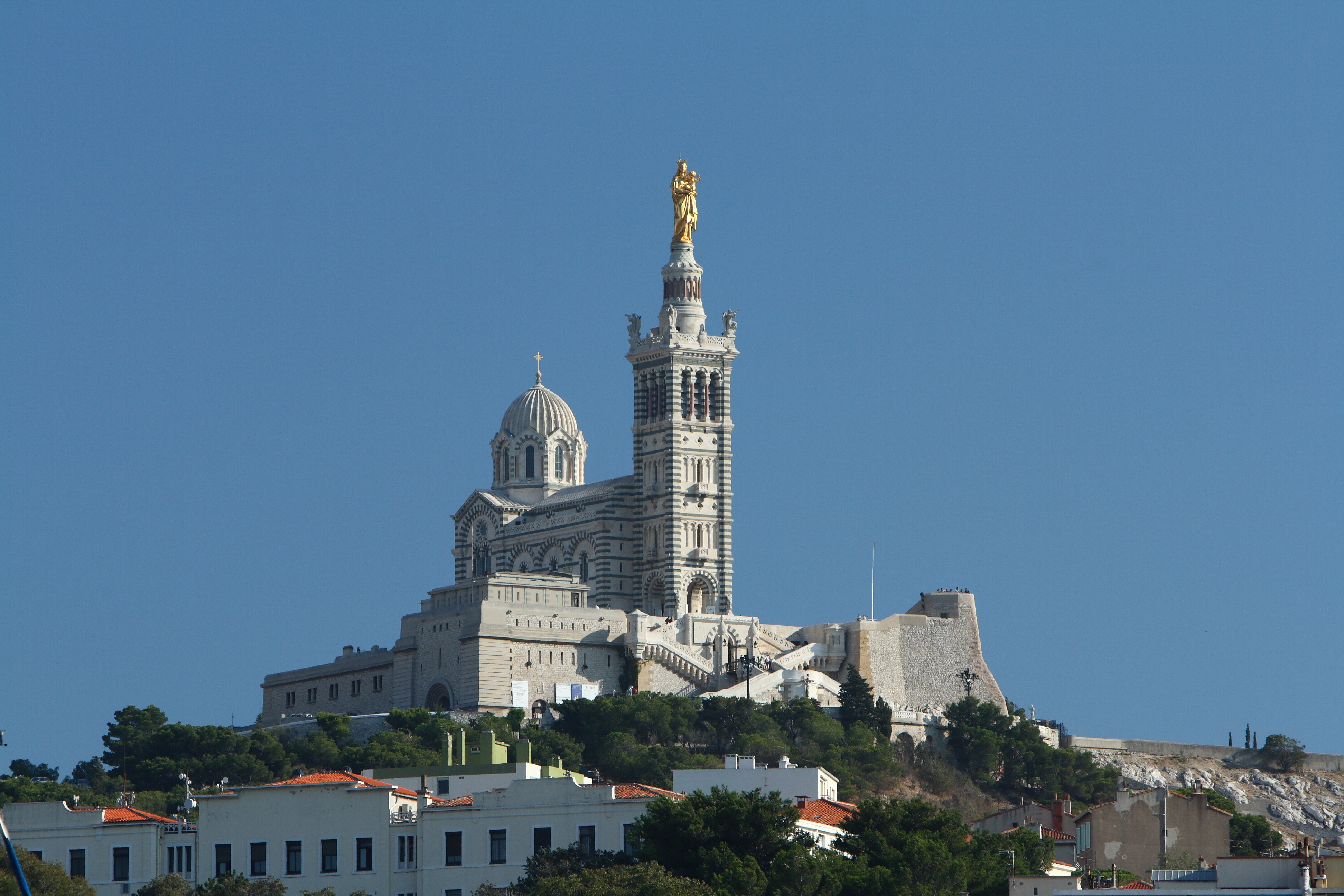
Basílica de Notre-Dame de la Garde, en Marsella

La arquidiócesis tiene 650 km² y extiende su jurisdicción sobre los fieles católicos de rito latino residentes en el distrito de Marsella del departamento de Bocas del Ródano en la región de Provenza-Alpes-Costa Azul.

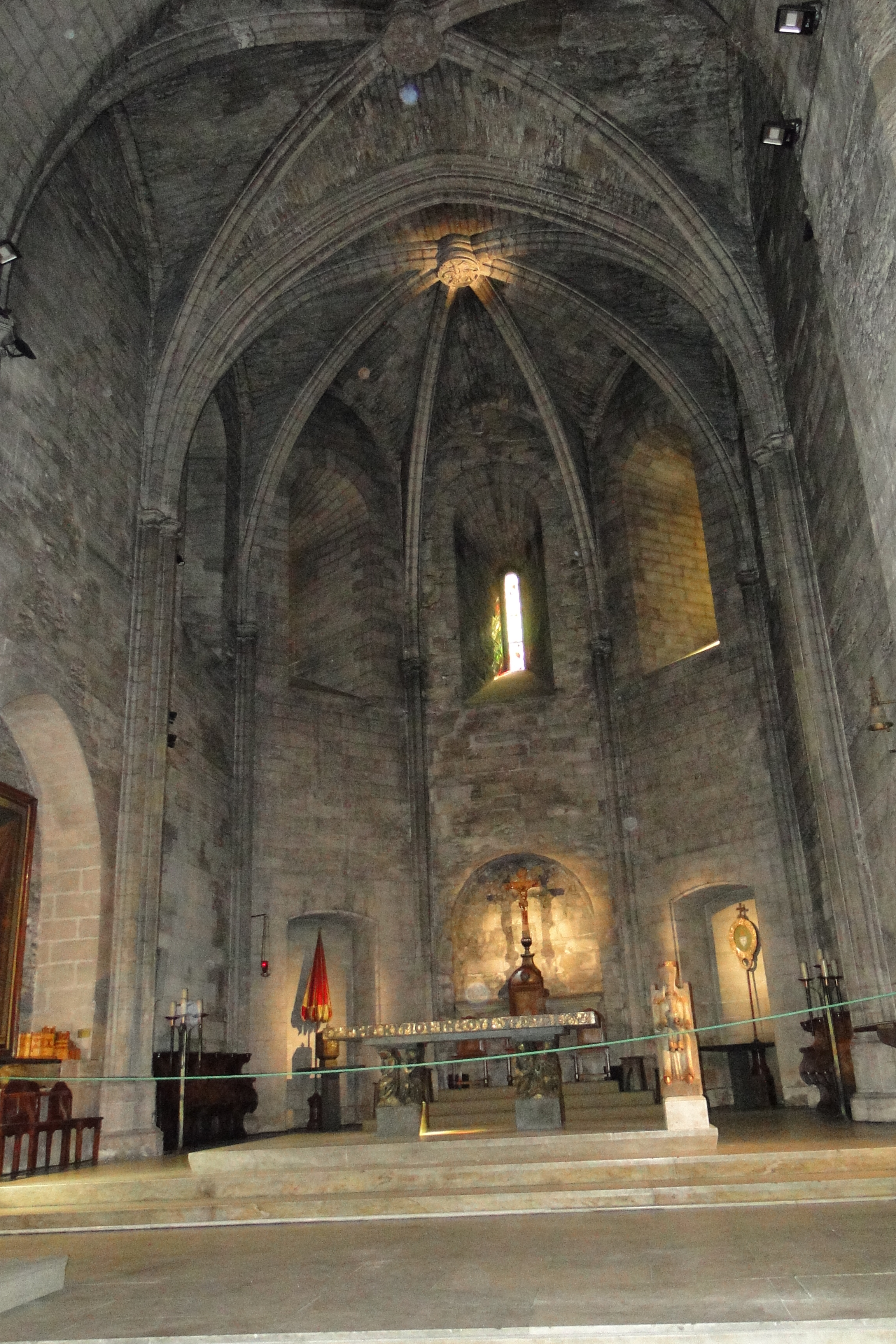
Basílica de San Víctor, en Marsella

La sede de la arquidiócesis se encuentra en la ciudad de Marsella, en donde se halla la Catedral basílica de Santa María la Mayor y otras 3 basílicas menores: de Notre-Dame de la Garde, de San Víctor (remanente de la antigua abadía de San Víctor) y del Sagrado Corazón.

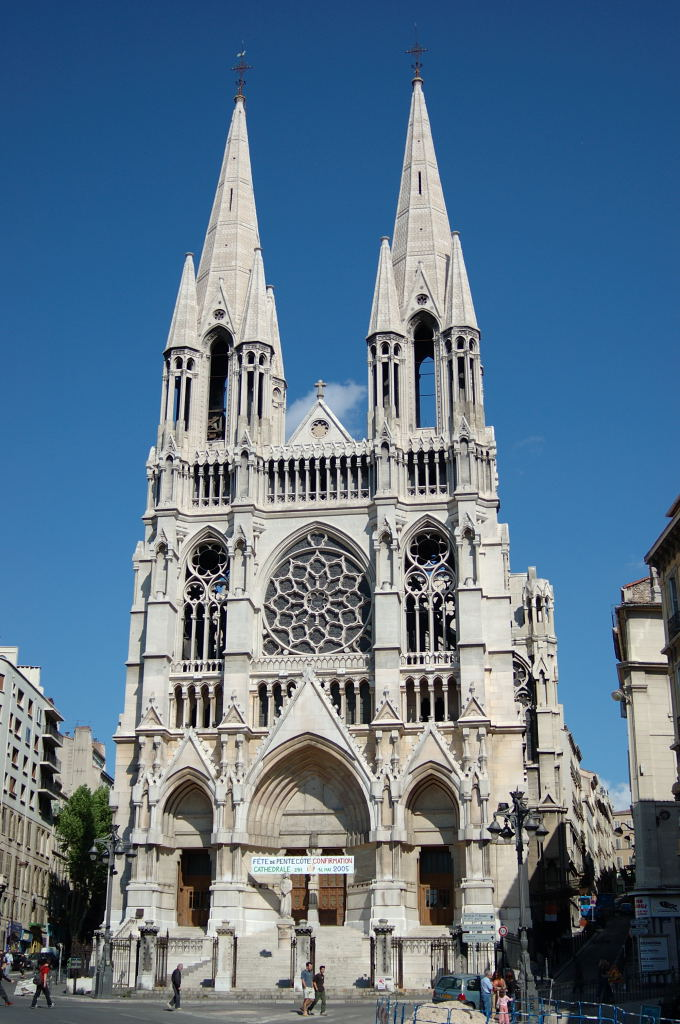
Iglesia de San Vicente de Paúl, en Marsella

La arquidiócesis tiene como sufragáneas a las arquidiócesis de Aix y de Aviñón y a las diócesis de: Ajaccio, Digne, Fréjus-Tolón, Gap-Embrun y Niza.

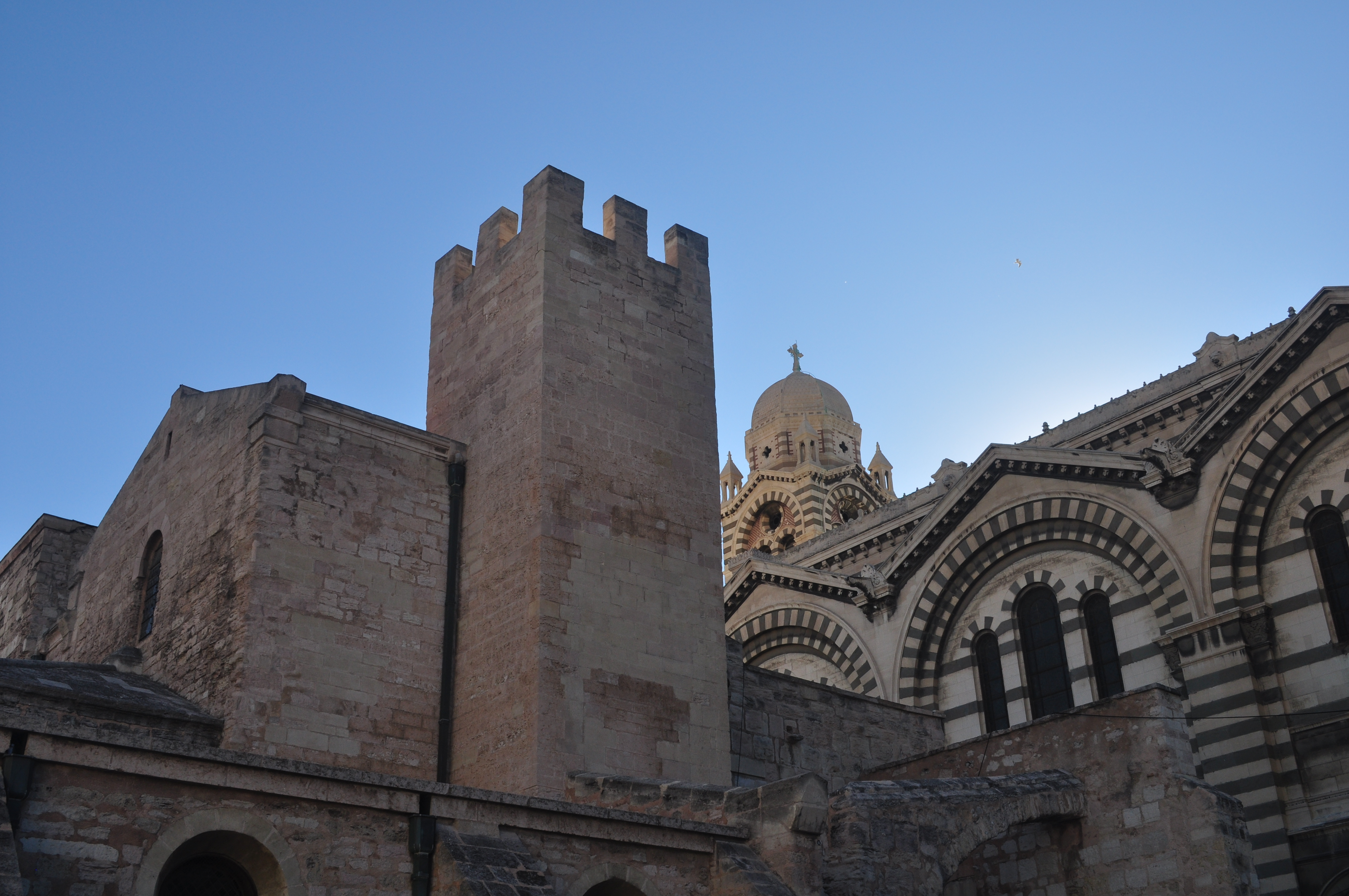
Restos de la antigua catedral de Marsella, conocida como Eglise de la vieille Major

En 2021 en la arquidiócesis existían 110 parroquias agrupadas en 14 sectores (secteurs): Cinq-Avenues – Blancarde, Garlaban, Huveaune, La Ciotat, Le Jarret, Littoral, Menpenti – Plaine, Nord, Notre-Dame-du-Château, Plateau, Prado – Paradis – Corniche, Saint-Lazare – Plombières, Sud y Vieux-Port.

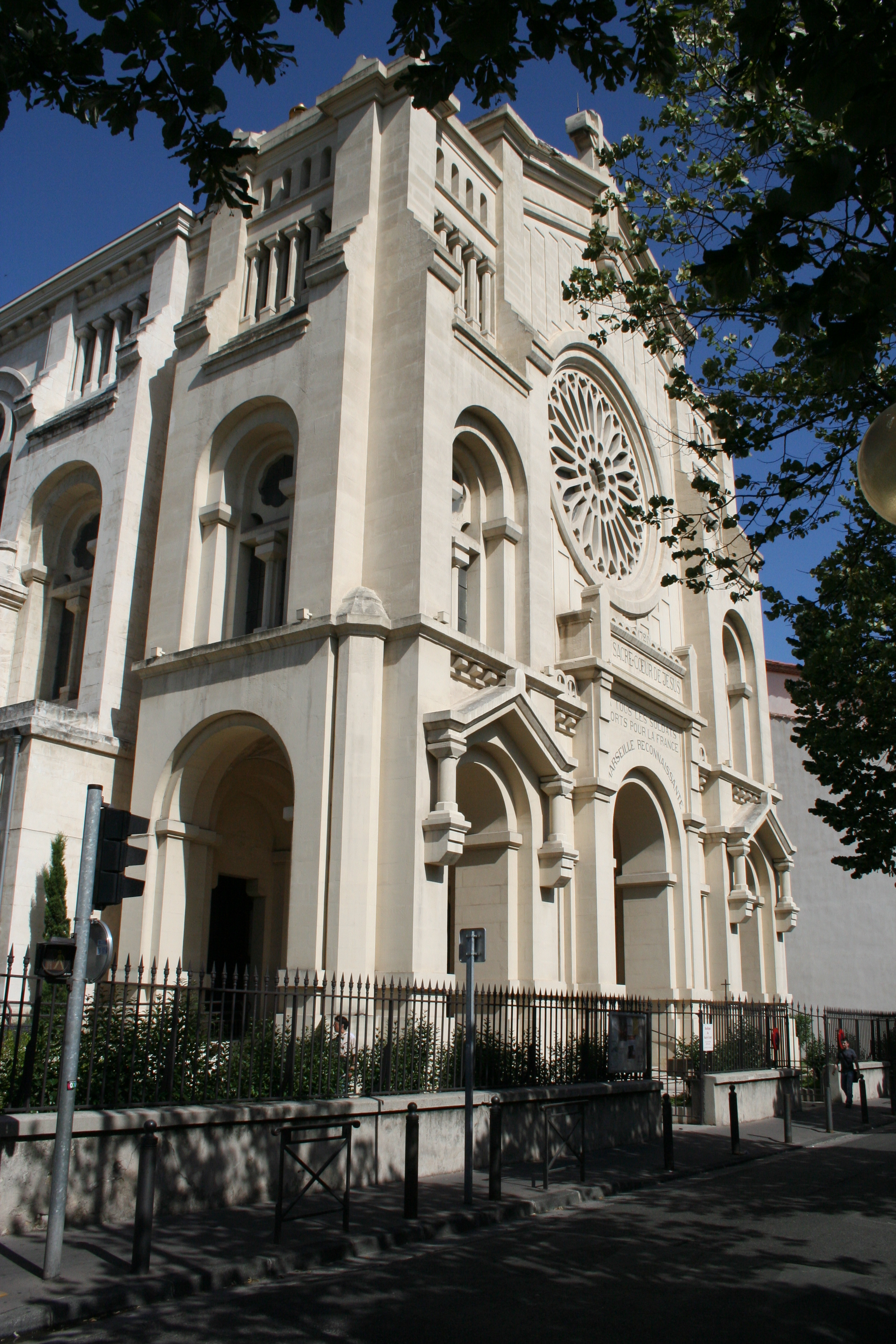
Basílica del Sagrado Corazón, en Marsella

## Historia
La diócesis fue erigida según la tradición en el siglo I. La fundación de la comunidad cristiana de Marsella de hecho se remonta a tiempos apostólicos y estaría ligada al apostolado de san Lázaro, resucitado por Jesús según el relato del evangelista Juan (Jn. 11,1-44), que llegó a Marsella con María Magdalena y sus hermanas Marta y María. El primer obispo del que hay constancia documental fue Oresius, presente en el primer Concilio de Arlés en el año 314.
La comunidad cristiana de Marsella recuerda en particular a los mártires de principios del siglo IV, entre ellos san Víctor, sobre cuya tumba, en el siglo V, Juan Casiano construyó la abadía de San Víctor, una de las más importantes del sudeste de Francia.
El Concilio de Turín del año 401 confirmó el derecho del obispo Prócolo a consagrar obispos de algunas diócesis que tradicionalmente gravitaban en torno a la sede de Marsella. En una época en la que los derechos de los arzobispos metropolitanos aún no estaban claros y garantizados, como sucedía en Oriente, estas decisiones de Turín despertaron las reacciones de Patroclo de Arlés y otros metropolitanos. La decisión del papa Zósimo en 417 dio la razón a Arlés y efectivamente sometió la diócesis de Marsella a la provincia eclesiástica de Arlés; permanecería así hasta la Revolución francesa.
En 533 se celebró en Marsella un concilio donde fue juzgado y depuesto Contumelioso, obispo de Riez: es el único, entre los concilios de la antigua Galia, celebrado en Marsella.
En el siglo XII se reconstruyó la catedral, hoy llamada église de la vieille Major, siendo luego sustituida por la nueva catedral, construida entre 1852 y 1893.
El obispo Toussaint de Forbin-Janson fue responsable de la creación del seminario diocesano y de las conférences ecclésiastiques,, una especie de sesiones de actualización para los sacerdotes de la diócesis, en cumplimiento de las decisiones del Concilio de Trento sobre la formación del clero.
Tras el concordato con la bula Qui Christi Domini del papa Pío VII del 29 de noviembre de 1801, la diócesis de Marsella fue suprimida y su territorio se unió al de la arquidiócesis de Aix.
En junio de 1817 se estipuló un nuevo concordato entre la Santa Sede y el gobierno francés, al que siguió, el 27 de julio, la bula Commissa divinitus, con la que el papa restauró la diócesis de Marsella. Sin embargo, dado que el concordato no entró en vigor al no ser ratificado por el Parlamento de París, esta erección no tuvo efecto.
El 6 de octubre de 1822 la diócesis fue definitivamente restaurada con la bula Paternae charitatis del papa Pío VII, como sufragánea de la arquidiócesis de Aix.
El 31 de enero de 1948 la diócesis fue elevada al rango de arquidiócesis inmediatamente sujeta a la Santa Sede con la bula Inter conspicuas del papa Pío XII.
El 8 de diciembre de 2002, con la reorganización de los distritos diocesanos franceses, la arquidiócesis devino sede metropolitana.

## Estadísticas
Según el Anuario Pontificio 2022 la arquidiócesis tenía a fines de 2021 un total de 741 000 fieles bautizados.
| Año                                                                             | Población            | Población | Población      | Sacerdotes | Sacerdotes    | Sacerdotes    | Bautizados por sacerdote | Diáconos permanentes | Religiosos | Religiosos | Parroquias |
| Año                                                                             | Bautizados católicos | Total     | % de católicos | Total      | Clero secular | Clero regular | Bautizados por sacerdote | Diáconos permanentes | Varones    | Mujeres    | Parroquias |
| ------------------------------------------------------------------------------- | -------------------- | --------- | -------------- | ---------- | ------------- | ------------- | ------------------------ | -------------------- | ---------- | ---------- | ---------- |
| 1950                                                                            | ?                    | 900 000   | ?              | 541        | 321           | 220           | ?                        |                      | 300        | 1275       | 110        |
| 1970                                                                            | 900 000              | 1 000     | 90.0           | 314        | 314           |               | 2866                     |                      |            | 1300       | 123        |
| 1980                                                                            | 709 000              | 1 052 000 | 67.4           | 562        | 296           | 266           | 1261                     | 3                    | 319        | 1450       | 124        |
| 1990                                                                            | 679 000              | 1 015 000 | 66.9           | 415        | 240           | 175           | 1636                     | 10                   | 249        | 1052       | 124        |
| 1999                                                                            | 669 000              | 1 000     | 66.9           | 341        | 191           | 150           | 1961                     | 15                   | 209        | 781        | 122        |
| 2000                                                                            | 661 000              | 988 723   | 66.9           | 322        | 172           | 150           | 2052                     | 19                   | 209        | 778        | 122        |
| 2001                                                                            | 650 000              | 988 725   | 65.7           | 323        | 173           | 150           | 2012                     | 21                   | 209        | 776        | 122        |
| 2002                                                                            | 650 000              | 988 723   | 65.7           | 321        | 173           | 148           | 2024                     | 20                   | 206        | 745        | 122        |
| 2003                                                                            | 650 000              | 988 723   | 65.7           | 319        | 171           | 148           | 2037                     | 19                   | 177        | 602        | 122        |
| 2004                                                                            | 700 000              | 988 723   | 70.8           | 313        | 165           | 148           | 2236                     | 21                   | 183        | 599        | 122        |
| 2013                                                                            | 715 000              | 1 048 521 | 68.2           | 244        | 154           | 90            | 2930                     | 26                   | 111        | 428        | 122        |
| 2016                                                                            | 723 025              | 1 055 980 | 68.5           | 233        | 133           | 100           | 3103                     | 25                   | 125        | 375        | 119        |
| 2019                                                                            | 739 930              | 1 080 795 | 68.5           | 221        | 133           | 88            | 3348                     | 26                   | 118        | 357        | 110        |
| 2021                                                                            | 741 000              | 1 082 300 | 68.5           | 215        | 130           | 85            | 3446                     | 26                   | 125        | 302        | 110        |
| Fuente: Catholic-Hierarchy, que a su vez toma los datos del Anuario Pontificio. |                      |           |                |            |               |               |                          |                      |            |            |            |

## Episcopologio
- Oresio † (mencionado en 314)[9]
- Procolo † (antes de 381-después de 418)[nota 1]
- Venerio † (antes de 431-después de 452)
- San Eustasio † (mencionado en 463/464)
- Greco † (mencionado en 475)
- Onorato I † (fines del siglo V)[nota 2]
- San Cannato † (fines del siglo V)[nota 3]
- Ausanio? † (mencionado en 533)[10]
- Emeterio? † (mencionado en 554)[nota 4]
- San Teodoro † (antes de 566 circa-después de 591)[nota 5]
- San Sereno † (antes de 596-después de 601)[nota 6]
- Pietro I † (mencionado en 614)[nota 7][nota 8]
- San Mauronto † (mencionado el 23 de febrero de 780)[nota 9]
- Ivo † (mencionado el 12 de marzo de 781)[nota 10]
- Wadaldo † (antes de 814-después de 817 o 818)
- Teodeberto † (antes de 822-después de 834 o 841)[nota 11]
- Alboino † (mencionado en 843 o 844)
- Gulfarico † (mencionado en 848 o 863)[nota 12]
- Babone † (segunda mitad del IX)[nota 13][nota 14]
- Leodoino † (antes de 878-después de 879)
- Berengario † (antes de 884-después de 886)
- Venatore † (fines del IX)[10]
- Magno † (mencionado en 904)[11]
- Drogone † (antes de 923-después de 924)
- San Onorato II † (antes de 948-después de 966)
- Pons I † (antes del 6 de marzo de 977-después del 24 de septiembre de 1008 renunció)
- Pons II † (1008[nota 15]-16 de febrero de 1073 falleció)
- Raimond I † (1074[nota 16]-7 de noviembre de 1122 falleció)
- Raimond II de Soliers † (antes del 1 de julio de 1124-26 de abril de 1151 falleció)
- Pierre II † (antes del 13 de junio de 1152-2 de abril de 1170 falleció)
- Fouques de Thorame † (antes del 10 de septiembre de 1170-31 de marzo de 1188 falleció)
- Rainier † (1188[nota 17]-16 de marzo de 1214 falleció)
- Pierre III de Montlaur † (antes del 7 de octubre de 1214-29 de agosto de 1229 falleció)
- Benoît d'Alignan, O.S.B. † (1229-después de julio de 1267 renunció)
- Raimond de Nîmes † (23 de diciembre de 1267-15 de julio de 1288 falleció)
- Durand de Trésémines † (17 de abril de 1289-3 de agosto de 1312 falleció)
- Raimond-Rogaudi † (1 de enero de 1313-12 de septiembre de 1319 nombrado arzobispo de Embrun)
- Gaspert de La Val † (12 de septiembre de 1319-26 de agosto de 1323 nombrado arzobispo de Arlés)
- Aymard Amiel † (26 de agosto de 1323-23 de diciembre de 1333 falleció)
- Jean Artaudi, O.P. † (10 de enero de 1334-después del 7 de julio de 1335 falleció)
- Jean Gasqui † (13 de octubre de 1335-10 de septiembre de 1344 falleció)
- Robert de Mandagot † (13 de septiembre de 1344-1358 falleció)
- Hugues d'Harpajon † (4 de febrero de 1359-31 de mayo de 1361 falleció)
  - Pierre Fabri † (antes del 8 de julio de 1361-1361 falleció) (obispo electo)[nota 18]
- Guillaume de la Sudrie, O.P. † (27 de agosto de 1361-18 de septiembre de 1366 renunció)
  - Philippe de Cabassole † (23 de septiembre de 1366-9 de diciembre de 1368 renunció) (administrador apostólico)
- Guillaume de Lavoulte † (9 de diciembre de 1368-1 de junio de 1379 nombrado obispo de Valence y Die)
- Aymar de Lavoulte, O.S.B. † (1 de junio de 1379-28 de abril de 1395 falleció)
- Guillaume Letort † (25 de octubre de 1396-5 de noviembre de 1403 falleció)
- Paul de Sade † (17 de diciembre de 1404-28 de febrero de 1433 falleció)
- André Boutaric † (30 de marzo de 1433-1433 falleció)
- Barthélémy Roccalli, O.Carm. † (2 de septiembre de 1433-después del 27 de abril de 1445 falleció)
- Nicola de Brancas † (18 de junio de 1445-21 de abril de 1466 falleció)
- Jean Alardeau † (20 de junio de 1466-16 de noviembre de 1496 renunció)
- Ogier d'Anglure † (16 de noviembre de 1496-27 de abril de 1506 falleció)
  - Jean de Cuers † (29 de abril de 1506-14 de julio de 1506 renunció) (obispo electo)
  - Pietro Bodoni † (1506-29 de julio de 1506 nombrado obispo de Terni) (obispo electo)
- Antoine Dufour, O.P. † (21 de agosto de 1506-junio de 1509 falleció)
- Claude de Seyssel † (3 de diciembre de 1511[nota 19]-11 de mayo de 1517 nombrado arzobispo de Turín)
  - Innocenzo Cibo † (11 de mayo de 1517-12 de enero de 1530 renunció) (administrador apostólico)
- Giovanni Battista Cybo † (12 de enero de 1530-marzo de 1550 falleció)
- Cristoforo Guidalotti Ciocchi del Monte † (27 de junio de 1550-9 de marzo de 1556 nombrado obispo de Cagli)
- Pierre Ragueneau † (9 de marzo de 1556-1572 renunció)
- Frédéric Ragueneau † (30 de julio de 1572-26 de septiembre de 1603 falleció)
- Jacques Turricella, O.F.M.Obs. † (19 de enero de 1605-19 de enero de 1618 falleció)
- Arthur d'Épinay de Saint Luc † (28 de enero de 1619-1621 falleció)
  - Nicolas Coeffeteau, O.P. † (22 de agosto de 1621-21 de abril de 1623 falleció) (no confirmado)
- François de Loménie, O.P. † (13 de mayo de 1624-27 de febrero de 1639 falleció)
- Eustache Gault, Orat. † (30 de enero de 1640-13 de marzo de 1640 falleció)
- Jean-Baptiste Gault, Orat. † (14 de julio de 1642-23 de mayo de 1643 falleció)
- Étienne de Puget † (18 de abril de 1644-13 de enero de 1668 falleció)
- Toussaint de Forbin-Janson † (9 de julio de 1668-25 de septiembre de 1679 nombrado obispo de Beauvais)
- Jean-Baptiste d'Étampes de Valancay † (12 de enero de 1682-6 de enero de 1684 falleció)
- Charles-Gaspard-Guillaume de Vintimille du Luc † (21 de enero de 1692[nota 20]-14 de mayo de 1708 nombrado arzobispo de Aix)
- Bernard de Foudenx de Castillon † (14 de mayo de 1708-19 de enero de 1709 falleció)
- Henri-François-Xavier de Belzunce de Castelmoron † (19 de febrero de 1710-4 de junio de 1755 falleció)
- Jean-Baptiste de Belloy-Morangle † (4 de agosto de 1755-21 de septiembre de 1801 renunció)
  - Sede suprimida (1801-1822)
- Fortuné-Charles de Mazenod † (16 de mayo de 1823-29 de abril de 1837 renunció)
- San Eugène-Charles-Joseph de Mazenod, O.M.I. † (2 de octubre de 1837-21 de mayo de 1861 falleció)
- Patrice-François-Marie Cruice † (21 de julio de 1861-1 de septiembre de 1865 renunció)
- Charles-Philippe Place † (22 de junio de 1866-15 de julio de 1878 nombrado arzobispo de Rennes)
- Joseph-Jean-Louis Robert † (15 de julio de 1878-19 de noviembre de 1900 falleció)
- Pierre-Paulin Andrieu † (18 de abril de 1901-2 de enero de 1909 nombrado arzobispo de Burdeos)
- Joseph-Marie Fabre † (29 de abril de 1909-9 de enero de 1923 falleció)
- Daniel Champavier † (19 de enero de 1923-2 de febrero de 1928 falleció)
- Maurice-Louis Dubourg † (17 de diciembre de 1928-9 de diciembre de 1936 nombrado arzobispo de Besanzón)
- Jean Delay † (14 de agosto de 1937-5 de septiembre de 1956 renunció[nota 21])
- Marc-Armand Lallier † (28 de septiembre de 1956-26 de agosto de 1966 nombrado arzobispo de Besanzón)
- Georges Jacquot † (1 de noviembre de 1966-25 de septiembre de 1970 falleció)
- Roger Etchegaray † (22 de diciembre de 1970-13 de abril de 1985 renunció)
- Robert-Joseph Coffy † (13 de abril de 1985-22 de abril de 1995 retirado)
- Bernard Louis Auguste Paul Panafieu † (22 de abril de 1995 por sucesión-12 de mayo de 2006 retirado)
- Georges Pontier (12 de mayo de 2006-8 de agosto de 2019 retirado)
- Cardenal Jean-Marc Aveline, desde el 8 de agosto de 2019